# Дороги Индии
«Дороги Индии» (порт. Caminho das Índias) — бразильский телесериал производства телекомпании Globo, лауреат международной премии «Эмми» 2009 года в номинации «лучший сериал».

## О сериале
Очередная телевизионная сказка Глории Перес основана на «формуле» создания предыдущих творений сценаристки. В теленовелле 2001 года «Клон» большое внимание автор уделила мусульманской культуре, в теленовелле 1995 г. «Рвущееся сердце» жизни цыган, а в телесериале 2005 года «Америка» — жизни бразильских иммигрантов в США. В теленовелле «Дороги Индии» центральной темой стала жизнь индийцев с их многовековой историей и обычаями в переплетающейся связи с бразильской действительностью. Выбор индийской темы был несомненно связан и с международным успехом фильма «Миллионер из трущоб».
В Индии основным местом съемок стал город Джайпур. В Бразилии главным местом развития событий стал район Рио-де-Жанейро — Лапа.
Классический «любовный треугольник», осложненный национальным мотивом, семейными традициями, неудавшимися отношениями стал основным мотивом сериала. Межкастовые различия (Опаш и Шанкар), психические расстройства (Тарсо и Ивони), предательство (Норминья) стали другими важными темами повествования.
В Бразилии создателей сериала критиковали за фривольное отображение индийской действительности (например, как танцы всей семьёй по любому поводу), более соответствующее Индии начала двадцатого века.. Но следует понимать, что это не документальный фильм, а развлекательный телесериал, что и было отмечено Американской телеакадемией в ноябре 2009 года в виде международной премии «Эмми» в категории «лучший сериал».
В России показ сериала проходил на телеканале «Домашний» с 15 февраля по 28 сентября 2010 года по будням вечером в 18:30.

## Сюжет
Основное действие сериала начинается на берегах священной реки Ганг, где осиротевший мальчик Бахуан («неприкасаемый») становится объектом нападок Опаша. Шанкар решает усыновить Бахуана. Проходит время. Майя, молодая красивая индианка, встречает в храме возмужавшего Бахуана и влюбляется в него. Вскоре жизненные обстоятельства разлучают пару. Бахуан уезжает работать в Бразилию. Майя, будучи беременной от него, по наказу родителей вынуждена выйти за Раджа. Радж, сын знатного коммерсанта Опаша, ради этого брака оставил в Бразилии бывшую невесту — Дуду.
Убелённый сединами сеньор Кадоре — глава семейства Кадоре и основатель семейного бизнеса. У него двое взрослых сыновей — Рамиру и Раул, которым он отдал бразды правления своей империей. Рамиру женат на Мелиссе, у них двое детей — Тарсо и Инеш. Тарсо становится головной болью родителей по их же собственной вине после того, как у него появляются признаки шизофрении. По настоянию деда Тарсо помещают в клинику его старого приятеля — доктора Кастаньо. Младший брат Рамиру — Раул женат на Силвии. Их брак ставит под угрозу «подруга» Силвии — психопатка Ивони, которая, соблазнив Раула, уговаривает его бежать из Бразилии. Инсценировав свою смерть, Раул вместе с Ивони уезжает в Дубай, где собирается жить на деньги, украденные им с фирмы. Вскоре Ивони бросает Раула, оставив его в нищете.

## В ролях

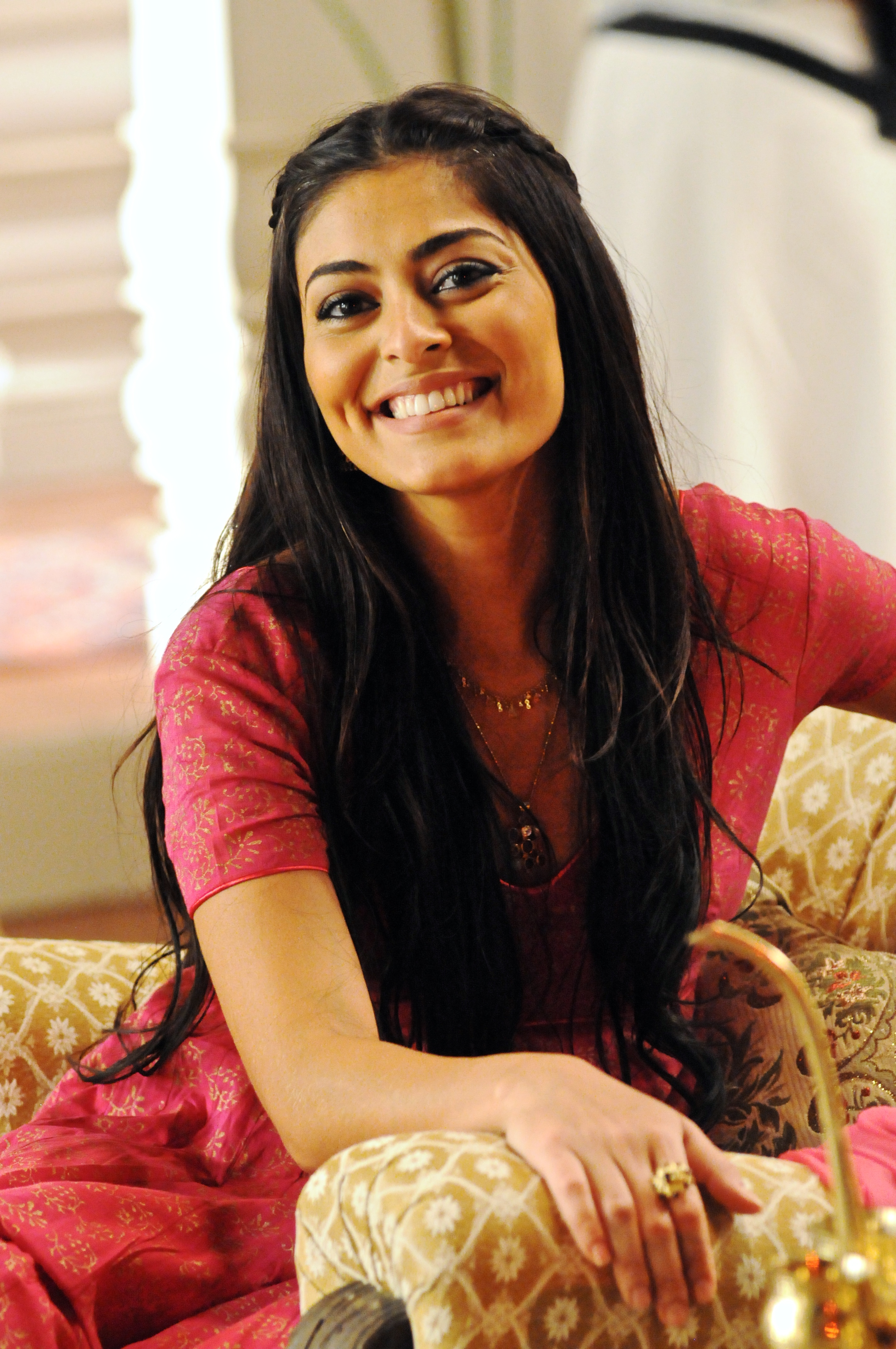
Жулиана Паэс в роли Майи.

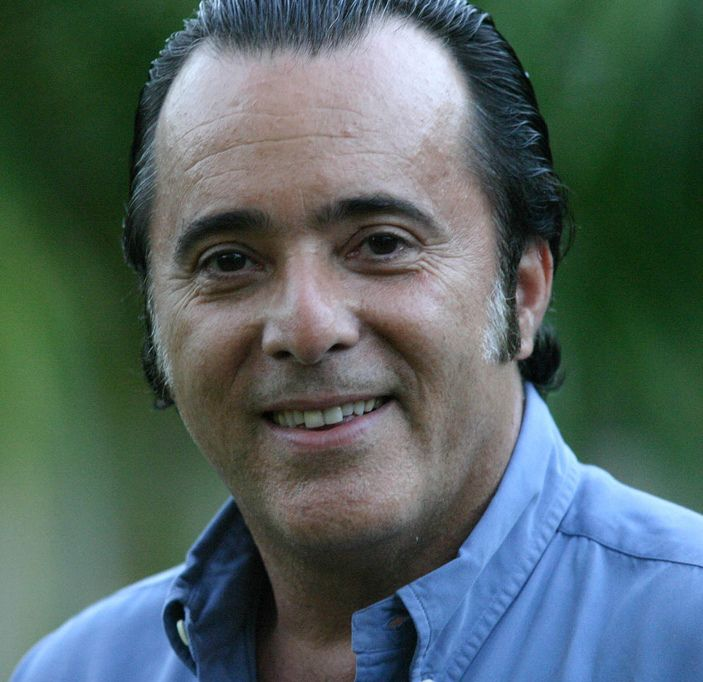
Тони Рамос в роли Опаш.

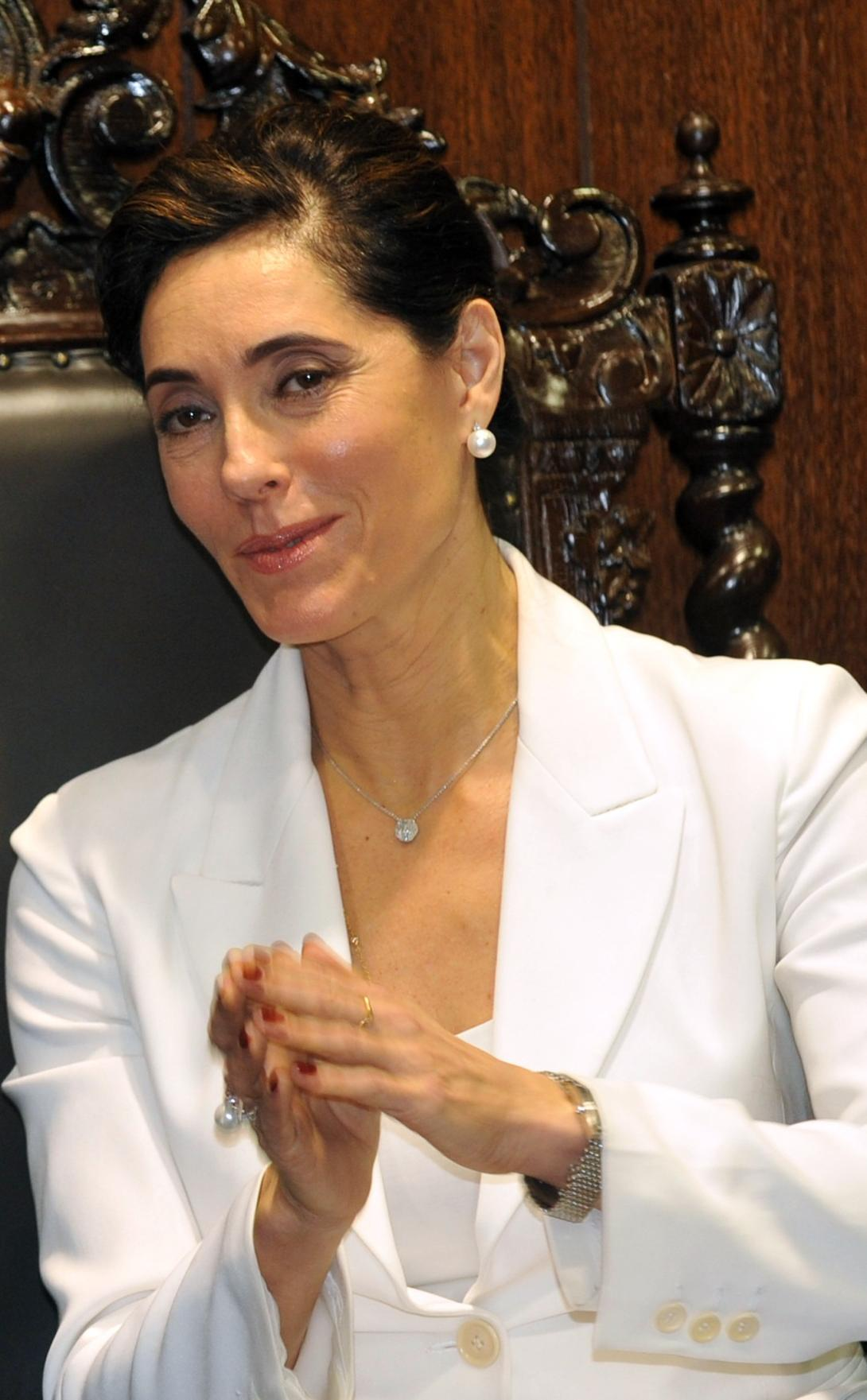
Кристиане Торлони в роли Мелиссы.

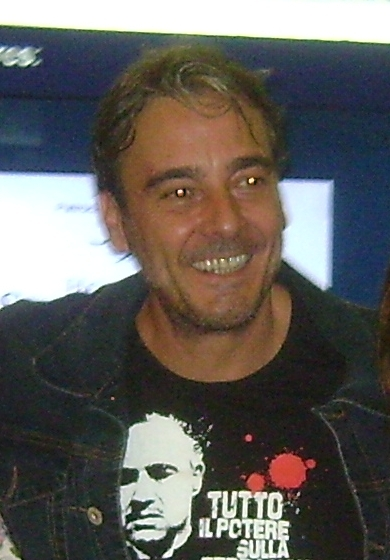
Алешандре Боржес в роли Раула

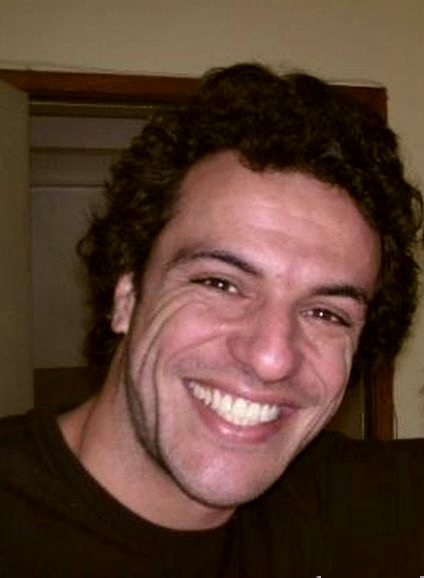
Родриго Ломбарди в роли Раджа.

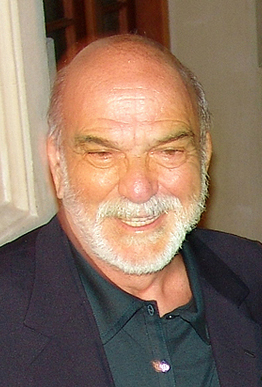
Лима Дуарте в роли Шанкара.

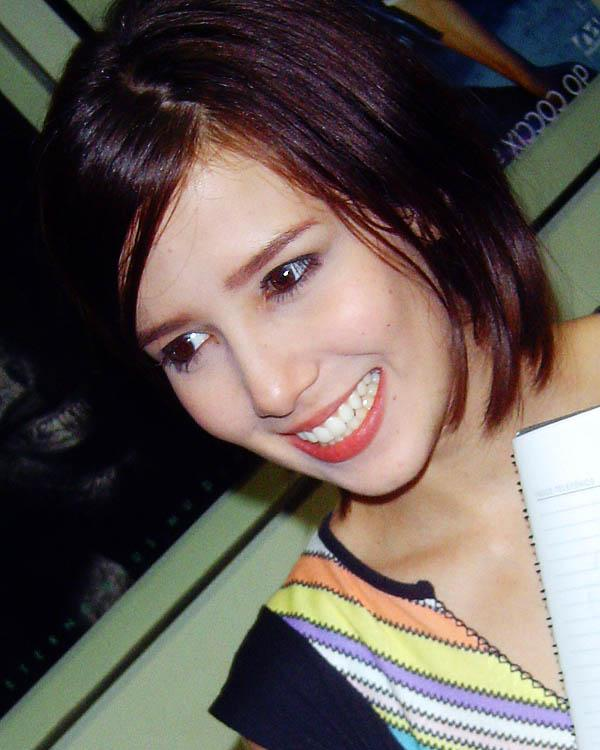
Маржори Эстиано в роли Тонии.

| Актёр               | Роль                           |
| ------------------- | ------------------------------ |
| Жулиана Паэс        | Майя Мета                      |
| Родриго Ломбарди    | Радж Ананда                    |
| Марсио Гарсия       | Бахуан Сундрани                |
| Тони Рамос          | Опаш Ананда                    |
| Лима Дуарте         | Шанкар Сундрани                |
| Летисия Сабатела    | Ивони Магальяэс                |
| Алешандре Боржес    | Раул Кадоре / Умберто Кунья    |
| Кристиане Торлони   | Мелисса Кадоре                 |
| Умберто Мартинс     | Рамиру Кадоре                  |
| Дебора Блок         | Силвия Кадоре                  |
| Лаура Кардозо       | Лакшми Ананда                  |
| Бруну Гальяссу      | Тарсу Кадоре                   |
| Маржори Эстиано     | Антония Кавинато (Тония)       |
| Каку Сиоклер        | Мурилу Кавинато                |
| Клео Пирес          | Сурия Ананда                   |
| Дантон Мелло        | Амитаб Ананда                  |
| Кайо Блат           | Рави Ананда                    |
| Исис Валверде       | Камилла Мотта Гулар            |
| Элиас Глейзер       | сеньор Кадоре                  |
| Дира Паэс           | Норма Алмейда (Норминья)       |
| Таня Халил          | Мария Эдуарда де Мораэс (Дуда) |
| Антонио Каллони     | Сезар Галло Гулар              |
| Флавио Мильяччо     | Каран Ананда                   |
| Жандира Мартини     | Пуджа Хитид                    |
| Мара Манзан         | Ашима                          |
| Мурило Роса         | Лукас Гарридо                  |
| Витор Фазану        | Дариу                          |
| Рикарду Тоцци       | Камал Мета                     |
| Жулия Алмейда       | Леа Мотта Гулар (Леинья)       |
| Розан Гофман        | Валкирия (Вал)                 |
| Андерсон Мюллер     | Абел Алмейда                   |
| Бетти Гофман        | Дейзи                          |
| Ана Беатриз Ногейра | Илана Галло Гулар              |
| Тотия Мейрелис      | Аида Мотта                     |
| Силвия Буарке       | Бере                           |
| Андре Артеше        | Индра                          |
| Андре Гонсалвеш     | Гопал                          |
| Неуза Боржес        | Сема                           |
| Мария Майя          | Инеш Кадоре                    |
| Марсиус Мельем      | Радеш                          |
| Дуда Нагле          | Жозе Карлос Галло Гулар (Зека) |
| Каролина Оливейра   | Шанти Ананда                   |
| Сидней Сантьяго     | Адемир                         |
| Паула Перейра       | Дурга                          |
| Сисса Гимараеш      | Рут Маркуш                     |
| Таис Гараип         | Ана                            |
| Нахуана Коста       | Малика                         |
| Карина Феррари      | Ануша Ананда                   |
| Джава Майан         | Бека                           |
| Анинья Лима         | Сесилия (Сисса)                |
| Какау Мелло         | Дева                           |
| Жанаина Прадо       | Сония                          |
| Дарлан Кунья        | Элизеу                         |
| Марсело Броу        | Гуто                           |
| Каду Паскуал        | Хари                           |
| Марсио Вито         | Раму                           |
| Кларисси Дерзи      | Харима                         |
| Блота Фильу         | Харольдо                       |
| Лаура Баррето       | Лалит                          |
| Майку Муссузиньу    | Майко                          |
| Шику Анисиу         | Намит                          |
| Клаудия Лира        | Нояна                          |
| Люси Перейра        | Ондина                         |
| Бренда Хаддад       | Рани Мета                      |
| Присцилла Мариньу   | Шейла                          |
| Талия Айяла         | Шивани Мухдальяр               |
| Жулиана Алвес       | Суэллен Невиш                  |

а также:
| Актёр           | Роль                        |
| --------------- | --------------------------- |
| Вера Фишер      | Кьяра                       |
| Элиане Джардини | Индира Ананда               |
| Осмар Прадо     | Ману Мета                   |
| Нивея Мария     | Кочи Мета                   |
| Жозе Ди Абреу   | священник Пандит            |
| Эва Тодор       | Сидинья                     |
| Пауло Жозе      | Жентилеза                   |
| Майтэ Проэнса   | Фернанда Эштиванату (Нанда) |
| Одилон Вагнер   | Майк (Эрик)                 |
| Стенио Гарсия   | доктор Кастанью             |

## Дополнительная информация
- Для актрисы Мары Манзан роль вдовы Ашимы стала последней: 13 ноября 2009 года она скончалась, став жертвой продолжительной борьбы с тяжёлой болезнью — раком.
- Актёр Паулу Жозе исполнил в сериале роль пророка Жентилеза (с порт. «щедрость», «доброта») — реально существовавшего человека (Жозе Датрино), богача который оставил материальный мир ради провозглашения своих «пророчеств» на виадуке в Рио-де-Жанейро.
- Летисия Сабатела исполнила свою первую «отрицательную» роль на телевидении. За исполнение роли Ивони она получила положительные отзывы критиков, премии и подорвала здоровье: в ходе съемок она была госпитализирована с диагнозом «аритмия»[4].
- По воле телезрителей главная романтическая пара (Бахуан и Майя) распалась. «Нерешительное поведение» Бахуана и отсутствие «химии» с Жулианой Паэс почти превратили персонаж Марсиу Гарсии из главного положительного в один из отрицательных[5]. Подобная ситуация случилась и с главными персонажами предыдущего телесериала Глории Перес — «Америка».
- Перед окончанием сериала в Бразилии телезрителям было предложено высказать свои варианты судьбы наиболее важных персонажей[6].

## Награды
- 2009, международная премия «Эмми» — лучший сериал

Премия качества Бразилии (2009)
- лучший сериал
- Лучшая актриса — Жулиана Паэс
- Лучший актёр — Родриго Ломбарди
- Лучшая актриса второго плана — Дира Паэс
- Лучший актёр второго плана — Бруно Гальясо
- Лучший сценарий — Глория Перес
- Лучший режиссёр — Маркос Шехтман[7]